# William Saliba
William Saliba (Bondy, 24 maart 2001) is een Frans voetballer die doorgaans speelt als centrale verdediger. Hij verruilde Saint-Étienne in juli 2019 voor Arsenal. In 2022 maakte Saliba zijn debuut voor Frankrijk.

## Clubcarrière

### Saint-Étienne
Saliba doorliep onder meer de jeugdreeksen van AS Bondy en FC Montfermeil voor hij in 2016 werd opgenomen in de jeugdopleiding van Saint-Étienne. In de zomer van 2018 stroomde hij door naar het eerste elftal van Saint-Étienne. Hij maakte op 25 september 2018 zijn debuut in de Ligue 1. Op het terrein van Toulouse speelde Saliba de volledige wedstrijd in een 2–3 overwinning. Saliba speelde dertien wedstrijden in zijn eerste seizoen voor Saint-Étienne en werd toen opgepikt door Arsenal, dat hem meteen nog een seizoen aan Saint-Étienne verhuurde. Hij speelde zeventien wedstrijden dat seizoen en hielp de club naar de Coupe de France-finale, waaraan Saliba zelf niet kon meedoen. Door de coronapandemie was deze namelijk verplaatst naar 24 juli en de huurperiode van Saliba eindigde op 30 juni al.

### OGC Nice
Het seizoen erop werd Saliba in de winterstop door Arsenal verhuurd aan OGC Nice, waar hij in een halfjaar slechts twee wedstrijden miste. Twee dagen na zijn komst maakte hij in de competitiewedstrijd tegen Stade Brest zijn debuut. Hij speelde meteen negentig minuten. Hij werd door een sterke start door de supporters uitgeroepen tot speler van de maand. Op 23 mei, in zijn laatste wedstrijd voor Nice, maakte hij zijn eerste doelpunt in zijn carrière, in de met 3-2 gewonnen wedstrijd tegen Olympique Lyon.

### Olympique Marseille
In het seizoen 2021/22 speelde Saliba op huurbasis bij Olympique Marseille, waar hij over een heel seizoen slechts twee competitiewedstrijden miste. Bovendien was hij een belangrijke kracht in de UEFA Conference League, waar Olympique Marseille het schopte tot de halve finale, waar het uiteindelijk werd uitgeschakeld door Feyenoord. Hij kwam dat seizoen tot 52 wedstrijden voor Marseille.

### Arsenal
Hoewel hij als sinds 2019 onder contract stond bij Arsenal, maakte Saliba op 5 augustus 2022 zijn officiële debuut voor de Gunners. In een 2-0 overwinning op Crystal Palace hield hij samen met Gabriel Magalhães een clean sheet. Doordat dit duo sterk stond centraal achterin, werd Ben White verschoven naar rechtsback. In zijn derde wedstrijd voor Arsenal op 20 augustus tegen AFC Bournemouth maakte Saliba zijn eerste goal voor Arsenal. Door deze 3-0 overwinning steeg Arsenal naar de eerste plek, die ze tot de WK-break zouden bezetten. Tot zijn blessure midden maart 2023 stond Arsenal fier aan kop van de Premier League. Na zijn blessure zou Arsenal de voorsprong van vijf punten op concurrent Manchester City niet kunnen houden, City werd dat jaar opnieuw kampioen. 
In het jaar 2023/24 speelde Saliba op twee EFL Cup-wedstrijden na alle wedstrijden dat seizoen, waaronder alles in de Premier League, waarin Arsenal opnieuw tweede werd. 

## Clubstatistieken
| Seizoen | Club               | Competitie     | Competitie | Competitie | Beker | Beker | Internationaal | Internationaal | Totaal | Totaal |
| Seizoen | Club               | Competitie     | Wed.       | Dlp.       | Wed.  | Dlp.  | Wed.           | Dlp.           | Wed.   | Dlp.   |
| ------- | ------------------ | -------------- | ---------- | ---------- | ----- | ----- | -------------- | -------------- | ------ | ------ |
| 2018/19 | Saint-Étienne      | Ligue 1        | 16         | 0          | 3     | 0     | —              | —              | 19     | 0      |
| 2019/20 | → Saint-Étienne    | Ligue 1        | 12         | 0          | 3     | 0     | 2              | 0              | 17     | 0      |
| 2020/21 | → OGC Nice         | Ligue 1        | 20         | 1          | 2     | 0     | —              | —              | 22     | 1      |
| 2021/22 | → Olymp. Marseille | Ligue 1        | 36         | 0          | 3     | 0     | 13             | 0              | 52     | 0      |
| 2022/23 | Arsenal            | Premier League | 27         | 2          | 2     | 0     | 4              | 1              | 33     | 3      |
| 2023/24 | Arsenal            | Premier League | 38         | 2          | 2     | 0     | 10             | 0              | 50     | 2      |
| 2024/25 | Arsenal            | Premier League | 19         | 2          | 2     | 0     | 6              | 0              | 27     | 2      |
| TOTAAL  | TOTAAL             | TOTAAL         | 168        | 7          | 17    | 0     | 35             | 1              | 220    | 7      |

Bijgewerkt op 6 januari 2025.

## Interlandcarrière
Saliba doorliep verschillende Franse nationale jeugdploegen. Op 25 maart 2022 maakte hij in de vriendschappelijke interland tegen Ivoriaans voetbalelftal zijn debuut voor Frankrijk. Hij maakte deel uit van de selectie die tweede werd op het WK 2022 in Qatar. Hij werd op 16 mei 2024 door Didier Deschamps opgenomen in de Franse selectie voor het EK 2024 in Duitsland. Frankrijk overleefde een groep met Oostenrijk, Nederland en Polen en schakelde vervolgens België en Portugal uit, maar verloor in de halve finales met 2–1 van Spanje. Saliba miste op het toernooi geen minuut aan speeltijd.